# Burning Fight
Burning Fight (バーニングファイト?) es un juego para arcades del género beat 'em up, lanzado por SNK en 1991 para Neo Geo MVS.Burning Fight (バーニングファイト?) fue introducido para competir en el mercado contra títulos del género populares en ese tiempo como el videojuego de Technōs' Double Dragon, uno de los líderes del género en el tiempo. Tres años después de su lanzamiento en las arcades y en la Neo Geo AES,  fue lanzado en la Neo Geo CD.
El juego está producido por Eikichi Kawasaki, uno de los fundadores de SNK y el hombre que ha estado detrás de varios títulos de la compañía como la serie Fatal Fury y Samurai Shodown.
Posteriormente fue relanzado en el compilado SNK Arcada Classics Vol. 1, el cual apareció para PlayStation 2, PlayStation Portátil y Wii en el 2008.

## Jugabilidad
Burning Fight sigue una fórmula y conceptos comúnmente vistos en títulos de este género, como Streets of Rage , Double Dragon y Final Fight : selección equilibrada de personajes, objetos y armas que se encuentran en el suelo causan mayor daño a los oponentes y entornos semi-interactivos ( los jugadores pueden dañar objetos como cabinas telefónicas y letreros de calles en el camino). El juego está ambientado en una versión ficticia de la ciudad de Osaka (durante una escena de la estación de tren, la plataforma incluso muestra un letrero de estación " Umida ").
La jugabilidad de Burning Fight está fuertemente influenciada por la de Final Fight : una elección entre tres personajes de los cuales uno es el más rápido, vestido de rojo y con rasgos asiáticos, uno es más equilibrado en términos de características y vestido azul. - jeans y ropa interior encima, y el tercer luchador es el más lento y poderoso de los tres; existe una técnica especial que se puede realizar presionando los dos primeros botones al mismo tiempo, un movimiento gracias al cual todos los oponentes en las inmediaciones son derribados a costa de la propia energía; Como otro cliché , el jugador tiene más vidas y una barra de energía amarilla, y puede usar las diversas armas que encuentra en el camino ( cuchillos , bastones , botellas y mucho más).
Los antagonistas son miembros de Heiwa-Gumi, una pandilla japonesa de yakuza , aunque hay algunos jefes caucásicos y jefes de nivel medio (incluidos dos personajes de lucha inspirados en Hulk Hogan y Randy Savage ), y el jefe final es el jefe de la mafia italiana Castella ( Casterora). en japonés ). Además, el juego no tiene finales individuales, sin importar qué personaje se haya elegido. Después de derrotar a Castella, a los jugadores se les presentan varias escenas del juego junto con los créditos y, finalmente, una foto grupal de los personajes principales.

## Recepción
Si bien Burning Fight tuvo un éxito crítico, recibió una tibia bienvenida por parte de los fanáticos del género. La falta de popularidad hizo que el juego no tuviera el impacto que SNK esperaba y Burning Fight se quedó atrás de sus competidores más conocidos.